# Cycas megacarpa
Cycas megacarpa — вид голонасінних рослин класу саговникоподібні (Cycadopsida).
Етимологія: від грецького mega- — «великий», і karpos — «фрукт», посилаючись на помітно велике насіння.

## Опис
Стебла деревовиді, 3(6) м заввишки, 8–14 см діаметром у вузькому місці. Листки яскраво-зелені, дуже глянцева або напівглянсові, довжиною 70–110 см. Пилкові шишки яйцевиді, оранжеві, довжиною 18 см, 7 см діаметром. Мегаспорофіли 14–25 см завдовжки, сіро-повстяні або коричнево-повстяні. Насіння плоске, яйцевиде, 38–50 мм завдовжки, 35–45 мм завширшки; саркотеста помаранчево-коричнева, не вкрита нальотом або злегка вкрита нальотом, товщиною 3,5–5 мм.

## Поширення, екологія
Країни поширення: Австралія (Квінсленд). Записаний від 150 до 300 м над рівнем моря. Розсіяний і локалізований на глинисто-суглинистих ґрунтах з різних субстратів, як правило, на схилах у вологих евкаліптових лісах або дощових лісах.

## Загрози та охорона
Існує значний ризик видалення середовища проживання для лісового господарства та пастирської діяльності.

## Систематика
В деяких джерелах розглядається як синонім Cycas media R.Br.